# Alfredo de Sá Cardoso
Alfredo Ernesto de Sá Cardoso GOC • ComA • GOA • GCA (Lisboa, 6 de junho de 1864 — Lisboa, 24 de abril de 1950) foi um político republicano português, tendo servido como presidente do Ministério.

## Biografia
Sá Cardoso foi filho de Adelaide Leopoldina de Sá Cardoso. Teve um filho ilegítimo em 1902, o qual reconheceu no ano seguinte. Viria a casar apenas em 1927 com Gabriela Beauregard Moreira. Após os primeiros estudos, ingressou no Colégio Militar e, depois, na Escola do Exército, onde cursou a arma de Artilharia. Assentou praça em 1880, prosseguindo a carreira de oficial do exército (alferes, 1886; tenente, 1888; capitão, 1900; major, 1911; tenente-coronel, 1915; coronel, 1917) que o levaria, em 1924, ao posto de general.
Mobilizado na campanha de Luanda, de cujo governo distrital viria a ser secretário (a partir de 1888), foi governador da fortaleza de São Paulo de Luanda e, nos anos de 1917–1918, integrou o Corpo Expedicionário Português. Desempenhou também o cargo de vogal do Conselho de Trabalhos Balísticos.
Filiado no Partido Republicano Português, foi membro da respetiva Junta Consultiva (1913) e chefe indigitado do partido (em 1919). Passou também pelo Partido Reconstituinte, que fundou com Álvaro de Castro, e pela Acção Republicana, de que foi presidente.
Membro da Maçonaria desde 1893, foi iniciado na Loja Portugal com o nome simbólico de Alaíde, ascendendo ao grau 33 e fazendo parte do seu Supremo Conselho desde 1934.
Foi participante ativo na campanha republicana, ainda na vigência da Monarquia, tomando parte nos acontecimentos de 31 de janeiro de 1890 e de 28 de janeiro de 1908.

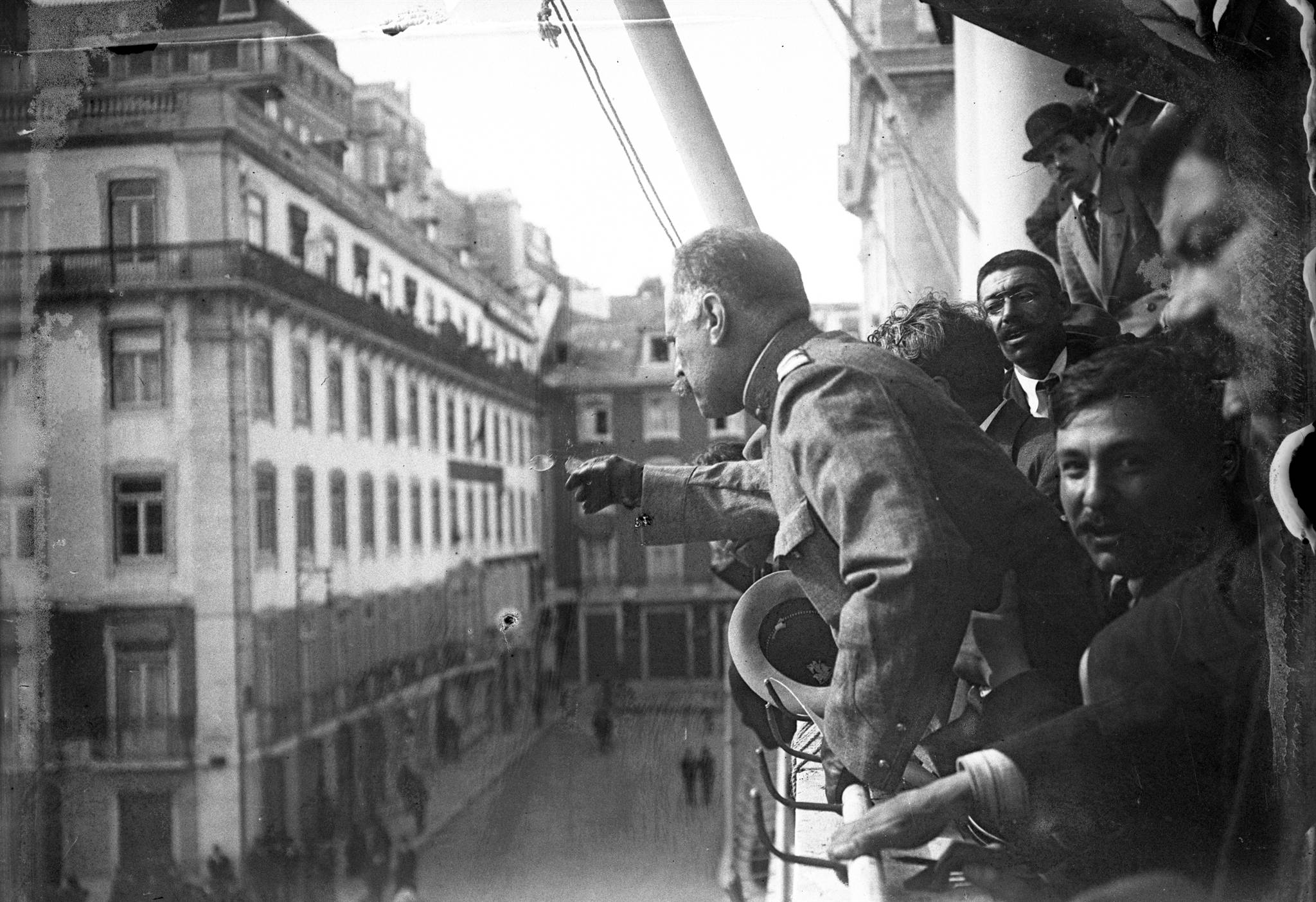
O Major Sá Cardoso proclama a Junta Revolucionária à varanda dos Paços do Concelho de Lisboa, durante o golpe de 14 de Maio de 1915.

Integrou o Comité Militar para a proclamação da República e foi interveniente na revolução de 5 de Outubro de 1910. Com o triunfo republicano, passou a chefe de gabinete de Correia Barreto (1910–1911) e, depois, a Governador Civil do Distrito Autónomo do Funchal (1913–1914). Integrando o agrupamento Jovem Turquia, co-organizou o movimento de 14 de maio de 1915.
Tomou parte na resistência contra a revolta sidonista de 5 de dezembro de 1917, tendo conhecido a prisão em 1918–1919. Neste último ano, fiel à sua índole republicana, participou na ofensiva contra a "Monarquia do Norte". Teve assento parlamentar, por Viana do Castelo, em 1913, 1915, 1919 e 1922, presidindo à Câmara dos Deputados neste último ano.

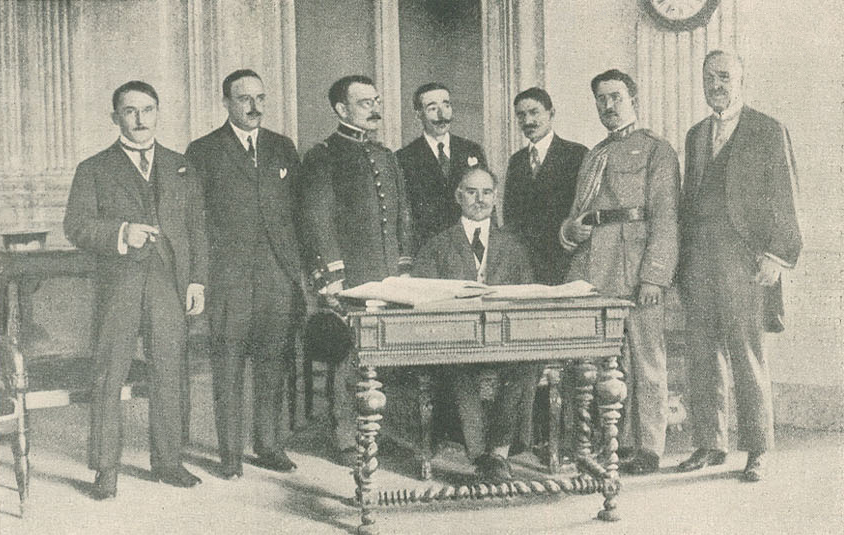
O governo de Sá Cardoso, após a tomada de posse em 1919

Esteve à frente do governo de 29 de junho de 1919 a 21 de janeiro de 1920, acumulando as pastas do Interior (pelo mesmo período) e dos Negócios Estrangeiros (de 29 de junho a 12 de julho de 1919). Entre 15 de janeiro de 1920 e 21 de janeiro desse mesmo ano governou de modo interino, uma vez que o seu Executivo foi interrompido pelo Ministério de Francisco Fernandes Costa, que presidiu ao chamado Governo dos Cinco Minutos. Voltaria a participar no executivo, no Ministério do Interior, entre 18 de dezembro de 1923 e 6 de julho de 1924.
Com o advento da Ditadura Militar, foi outra vez preso (1926), vivendo em regime de residência fixa, em Cabo Verde e nos Açores, entre 1927 e 1933.
Regressou a Portugal em 1934 para fundar a Aliança Republicana.
A 15 de fevereiro de 1919 foi feito Comendador da Ordem Militar de São Bento de Avis, a 28 de junho de 1919 foi feito Grande-Oficial da Ordem Militar de Nosso Senhor Jesus Cristo, tendo sido elevado a Grande-Oficial da Ordem Militar de São Bento de Avis a 31 de dezembro de 1920 e a Grã-Cruz da mesma Ordem a 5 de outubro de 1926.
Sem ter nunca aceite cargos rendosos, viria a falecer em Lisboa, a 24 de abril de 1950.